# Рудольф Гвальтер

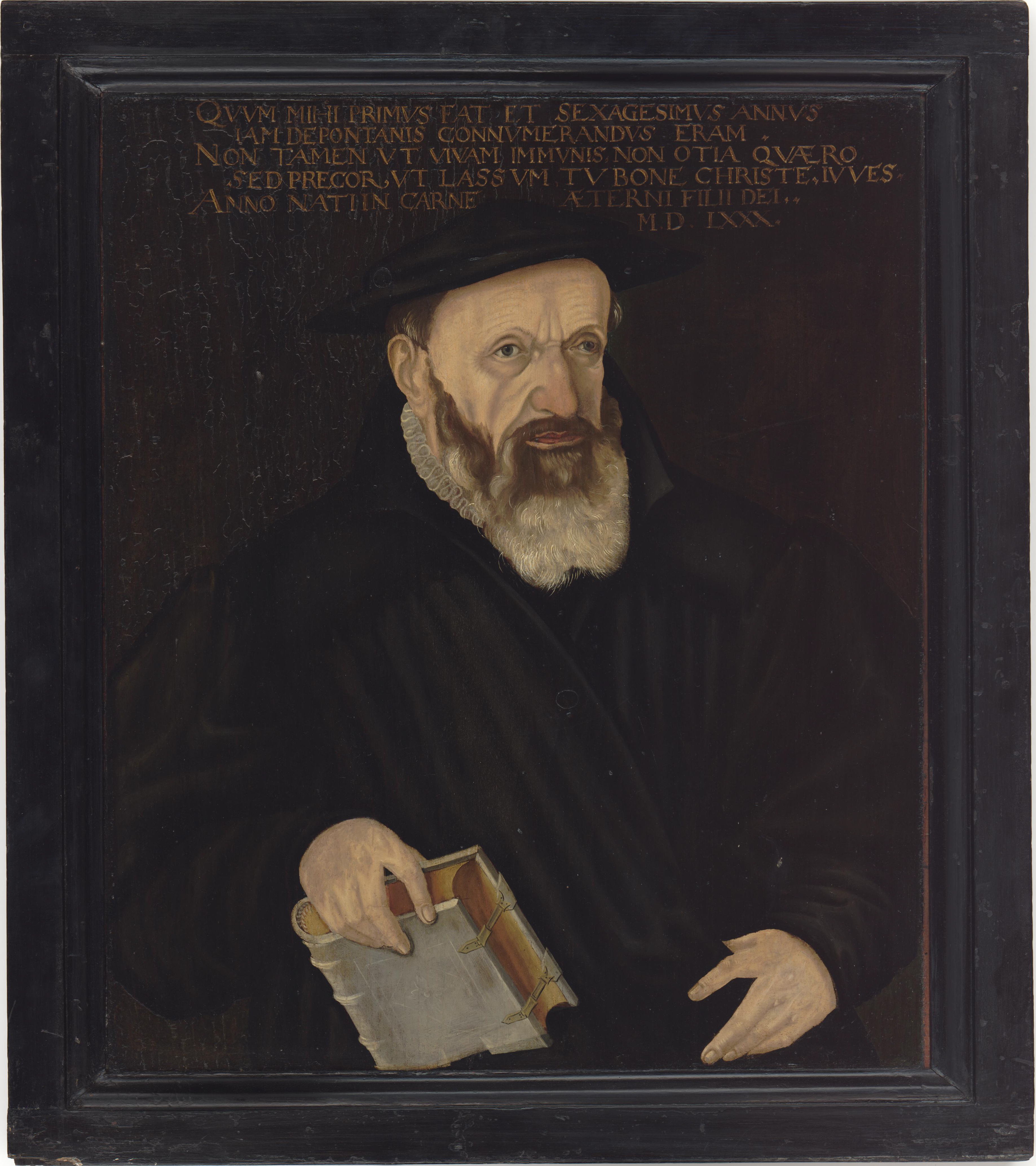
Рудольф Гвальтер (1580)

Рудольф Гвальтер (нім. Rudolf Gwalther; 1519—1586) — реформатський пастор і протестантський реформатор, який змінив Генріха Буллінгера на посаді антиста Цюрихської церкви.

## Біографія
Гвальтер народився в сім'ї тесляра, який помер, коли він був ще дитиною. Генріх Буллінгер взяв на себе відповідальність за виховання Гвальтера. Він відвідував школи в Каппелі, Базелі, Страсбурзі, Лозанні та Марбурзі, вивчав математику та поезію на додаток до теології. У Лозанні він вивчив французьку та італійську мови. Ландграф Філіпп Гессенський взяв обдарованого студента з собою на Регенсбурзький колоквіум у 1541 році. Повернувшись до Цюриха, він отримав пасторство в церкві Святого Петра замість Лео Юда. Він одружився з Регулою (1524—1565) донькою Ульдіха Цвінглі.
Він був надихаючим і популярним проповідником. Його проповіді та коментарі до Біблії часто друкували та широко читалися. Будучи зятем Цвінглі, він прагнув зберегти спадщину великого реформатора і залишався вірним своїй теологічній орієнтації. Латинські переклади творів Цвінглі, зроблені Гвальтером, допомогли поширити його думки в романському мовному світі.

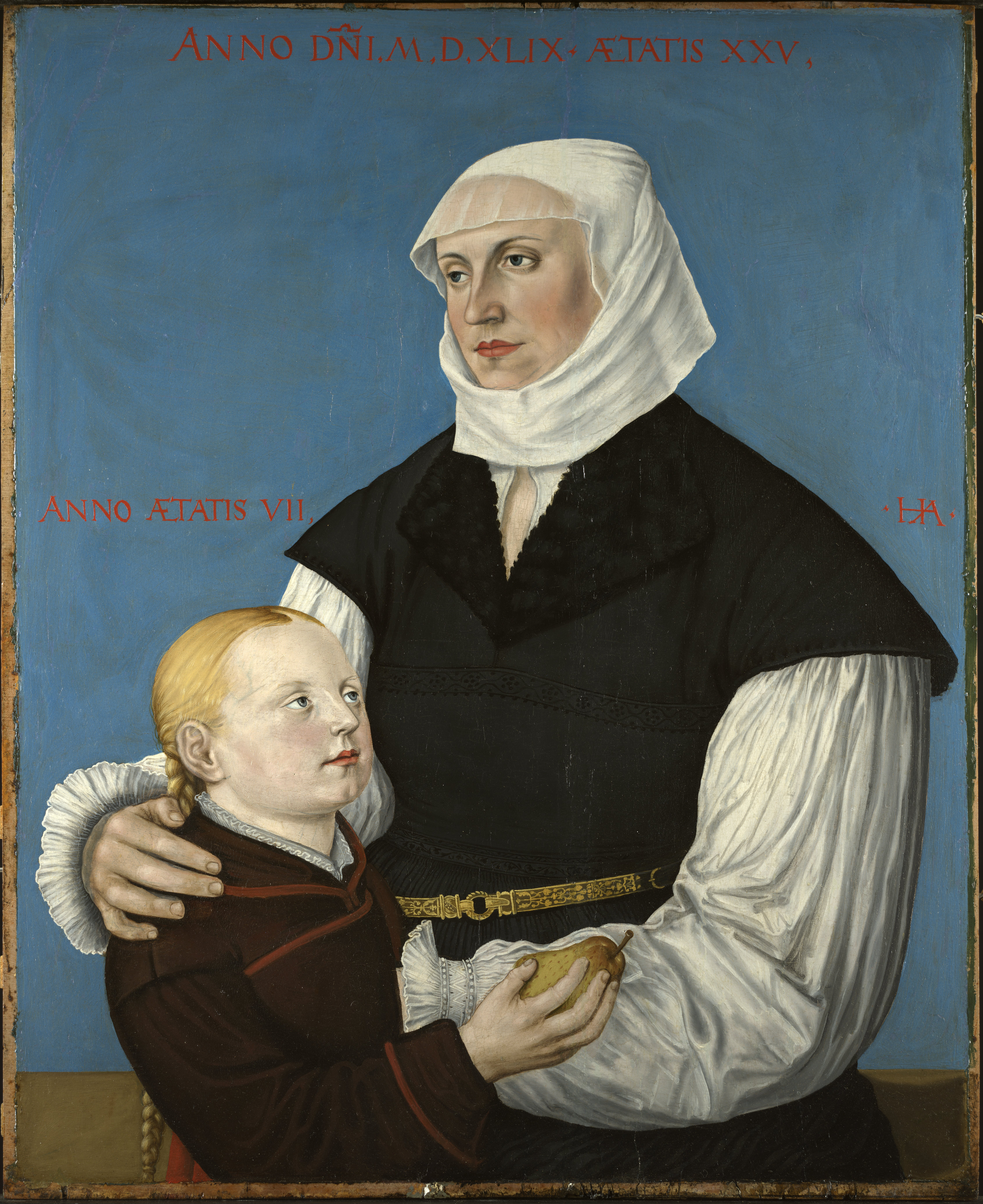
Дружина Гвальтера Регула та донька Анна, картина Ганса Аспера

Для Генріха Буллінгера він був цінним пастором в управлінні церквою в Цюриху та в допомозі його широко розгалуженої мережі листування. Окрім історичних оповідань, він зробив численні переклади, а також складав латинські вірші та духовні пісні. За бажанням Буллінгера, Гвальтер був обраний у 1575 році його наступником на посаді антіста в Гроссмюнстері. Він обіймав цю нелегку посаду до 1585 року, коли погіршення психічного стану змусило його піти у відставку. Його наступником на посаді глави Цюрихської церкви став його давній колега Людвіг Лаватер.

## Значення
Він контактував з англійськими кальвіністами через Джона Паркхерста, який перебував у вигнанні в Цюриху в 1550-х роках. Його твори стали одним з факторів впливу на англійську дискусію про одяг 1560-х років, а його проповіді були перекладені Робертом Нортоном з Іпсвіча в 1570-х роках. Його син, Рудольф Гвальтер-молодший (1552-77), також посилив свій вплив в Англії, коли навчався в Оксфорді на початку 1570-х років. Гвальтер регулярно спілкувався з англійськими єпископами. Разом з Цвінглі, Буллінгером, Вольфгангом Мускулусом і Томасом Ерастом Гвальтер був головним прихильником швейцарсько-німецької односферної моделі державно-церковних відносин і мав значний вплив на еволюцію етатистської моделі церковної організації в Англіканській Церкві.